# Cernay (Calvados)
Cernay és un municipi francès situat al departament de Calvados i a la regió de Normandia. L'any 2007 tenia 117 habitants.

## Demografia

### Població
El 2007 la població de fet de Cernay era de 117 persones. Hi havia 44 famílies de les quals 4 eren unipersonals (4 homes vivint sols), 20 parelles sense fills i 20 parelles amb fills.
La població ha evolucionat segons el següent gràfic:
Habitants censats

### Habitatges
El 2007 hi havia 71 habitatges, 44 eren l'habitatge principal de la família, 24 eren segones residències i 3 estaven desocupats. Tots els 69 habitatges eren cases. Dels 44 habitatges principals, 35 estaven ocupats pels seus propietaris, 8 estaven llogats i ocupats pels llogaters i 1 estava cedit a títol gratuït; 2 tenien dues cambres, 12 en tenien tres, 10 en tenien quatre i 20 en tenien cinc o més. 32 habitatges disposaven pel capbaix d'una plaça de pàrquing. A 16 habitatges hi havia un automòbil i a 23 n'hi havia dos o més.

### Piràmide de població
La piràmide de població per edats i sexe el 2009 era:
| Homes | Edats   | Dones |
| ----- | ------- | ----- |
| 4     | 95 o +  | 0     |
| 0     | 90 a 94 | 0     |
| 0     | 85 a 89 | 0     |
| 0     | 80 a 84 | 0     |
| 0     | 75 a 79 | 0     |
| 4     | 70 a 74 | 0     |
| 0     | 65 a 69 | 4     |
| 4     | 60 a 64 | 4     |
| 0     | 55 a 59 | 0     |
| 8     | 50 a 54 | 8     |
| 4     | 45 a 49 | 4     |
| 8     | 40 a 44 | 4     |
| 8     | 35 a 39 | 4     |
| 0     | 30 a 34 | 4     |
| 0     | 25 a 29 | 0     |
| 0     | 20 a 24 | 4     |
| 4     | 15 a 19 | 8     |
| 4     | 10 a 14 | 8     |
| 8     | 5 a 9   | 0     |
| 4     | 0 a 4   | 8     |

## Economia
El 2007 la població en edat de treballar era de 78 persones, 51 eren actives i 27 eren inactives. De les 51 persones actives 46 estaven ocupades (26 homes i 20 dones) i 5 estaven aturades (5 dones i 5 dones). De les 27 persones inactives 12 estaven jubilades, 8 estaven estudiant i 7 estaven classificades com a «altres inactius».
Activitats econòmiques
L'únic establiment que hi havia el 2007 era d'una empresa de comerç i reparació d'automòbils.
L'any 2000 a Cernay hi havia 6 explotacions agrícoles.

## Poblacions més properes
El següent diagrama mostra les poblacions més properes.